# BookCity Milano
BookCity Milano, conosciuta anche solo come BookCity, è un'iniziativa culturale sostenuta dal Comune di Milano, volta a promuovere il mondo del libro e della lettura. Consiste in una serie di incontri, specialmente presentazioni di libri, e altre attività (come reading, incontri, mostre, seminari, laboratori, dialoghi e spettacoli) a sostegno della letteratura e della cultura in generale. 

## Storia

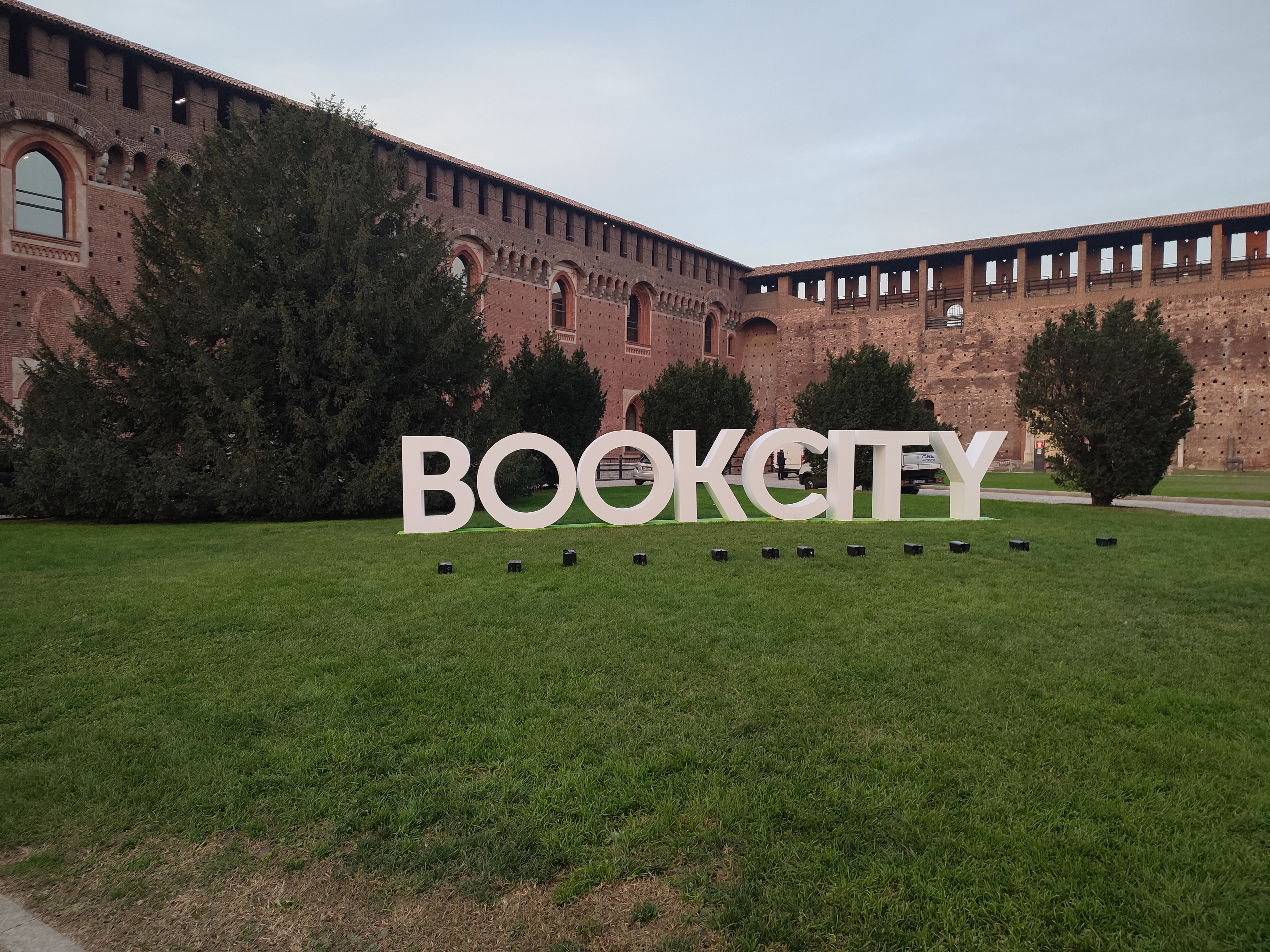
Logo di Bookcity al Castello Sforzesco

Da una proposta dell'editore milanese Stefano Mauri, ispirata al Fuori Salone, la manifestazione nasce nel 2012 da un appello dell'Assessorato alla Cultura del Comune di Milano rivolto ai professionisti del settore editoriale e della filiera del libro per valorizzare la città e la sua cultura. È promossa dall’Assessorato alla Cultura del Comune di Milano e dall'Associazione BookCity Milano, costituita da Fondazione Corriere della Sera, Fondazione Giangiacomo Feltrinelli, Fondazione Umberto e Elisabetta Mauri e Fondazione Arnoldo e Alberto Mondadori.
La manifestazione, che solitamente si concentra in tre o quattro giornate nel mese di novembre, insieme a eventi collaterali nei giorni precedenti e successivi, ha cadenza annuale. Ha la sua sede principale presso il Castello Sforzesco, mentre gli eventi, gratuiti, sono dislocati in numerose location del milanese e dei comuni circostanti. BookCity organizza anche progetti con le scuole e collabora con università e biblioteche del territorio. Gli eventi sono ricondotti a temi prestabiliti, che sottolineano diverse dimensioni: editoriale,  sociale, ambientale, storico, culturale, per ragazzi e bambini e altre. A curare gli eventi partecipano centinaia di volontari.

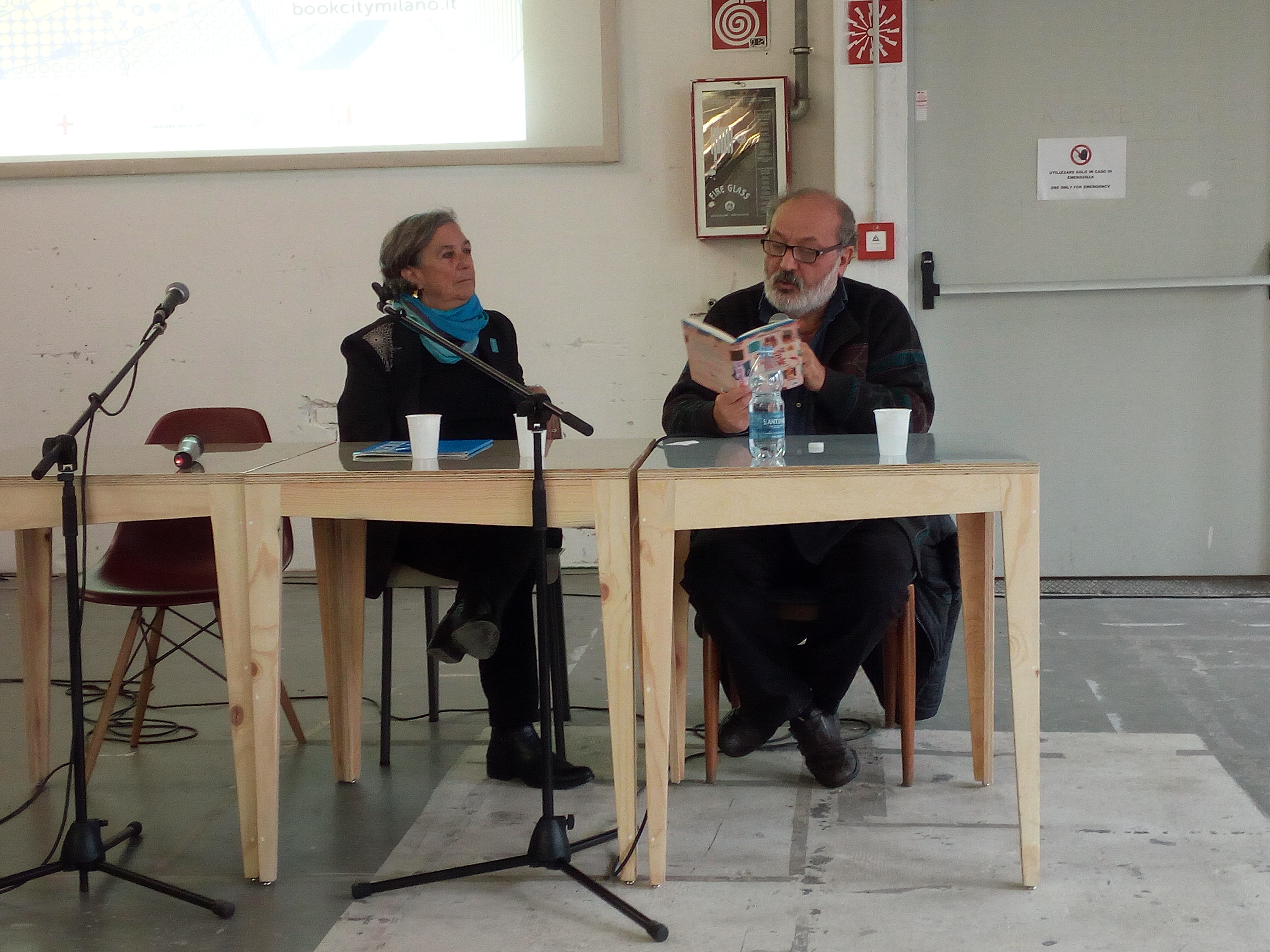
Roberto Piumini a BookCity 2016

Nel 2017 la manifestazione ha procurato a Milano, da parte dell'UNESCO, la qualifica di Città Creativa per la Letteratura.
Dal 2020 BookCity, oltre al classico appuntamento di novembre, prevede attività di promozione della lettura durante tutto l'arco dell’anno; tra questi, gli appuntamenti del progetto ideato e promosso insieme a Fondazione Cariplo "La lettura intorno", per diffondere la lettura in tutti i quartieri di Milano.
Nel 2021, in occasione del decennale della manifestazione, è stato pubblicato un libro celebrativo intitolato Dieci anni di BookCity Milano, contenente racconti di Simonetta Agnello Hornby, Natalia Aspesi, Paolo Bacilieri, Marco Balzano, Jonathan Bazzi, Alessandro Bergonzoni, Michela Marzano, Geronimo Stilton, Nadeesha Uyangoda, Sandro Veronesi e Vittorio Lingiardi.
Da febbraio 2025 BookCity diventa Fondazione.

## Edizioni
| Edizione | Date                | Tema                                        | Ospiti di apertura          | Eventi | Note          |
| -------- | ------------------- | ------------------------------------------- | --------------------------- | ------ | ------------- |
| I        | 16-18 novembre 2012 | N.D.                                        | Umberto Eco                 | 350+   | [ 15 ] [ 16 ] |
| II       | 21-24 novembre 2013 | N.D.                                        | N.D.                        | 650+   | [ 17 ] [ 18 ] |
| III      | 13-16 novembre 2014 | N.D.                                        | David Grossman              | 900+   | [ 19 ] [ 20 ] |
| IV       | 22-25 ottobre 2015  | N.D.                                        | Isabel Allende              | 800+   | [ 21 ]        |
| V        | 17-20 novembre 2016 | N.D.                                        | Elif Shafak                 | 1000+  | [ 22 ] [ 23 ] |
| VI       | 16-19 novembre 2017 | N.D.                                        | Marc Augé                   | 1000+  | [ 24 ] [ 25 ] |
| VII      | 15-18 novembre 2018 | N.D.                                        | Jonathan Coe                | 1300+  | [ 26 ] [ 27 ] |
| VIII     | 13-17 novembre 2019 | "Convivenze"                                | Fernando Aramburu           | 1500+  | [ 28 ] [ 29 ] |
| IX       | 11-15 novembre 2020 | "#TerraNostra"                              | Zadie Smith                 | 500+   | [ 30 ] [ 31 ] |
| X        | 17-21 novembre 2021 | "Dopo"                                      | Amin Maalouf                | 1400+  | [ 32 ] [ 33 ] |
| XI       | 16-20 novembre 2022 | "La vita ibrida"                            | Karl Ove Knausgård          | 1350+  | [ 34 ] [ 35 ] |
| XII      | 13-19 novembre 2023 | "Tempo del sogno"                           | Orhan Pamuk                 | 1500+  | [ 36 ]        |
| XIII     | 11-17 novembre 2024 | "Guerra e Pace"                             | Edith Bruck, Claudio Magris | 1500+  | [ 37 ] [ 38 ] |
| XIV      | 10-16 novembre 2025 | "Il potere delle idee / le idee del potere" |                             |        | [ 39 ]        |